# 林莉世
林 莉世（はやし りせ、1995年2月2日 - ）は、日本のフリーアナウンサー。ホリプロ所属。

## 略歴
東京都府中市出身。東京学芸大学附属高等学校、横浜国立大学教育人間科学部卒業後、2017年春に新潟放送入社。2021年12月10日放送の高橋なんぐの金曜天国内で、年内をもって新潟放送を退社する事を発表した。2022年にホリプロに移籍。

## 人物・エピソード
大学では国際協力を学ぶゼミに所属し、2年次には南米パラグアイの農村に1か月滞在し学校を作るための社会的調査を行った経験がある。
小学生の頃からアナウンサーに憧れを抱いており、大学3年次の2015年にはアナウンサーの登竜門であるミスコン(ミス横浜国立大学)に参加し、グランプリを受賞した。
食べることが大好きである。自身のinstagramや高橋なんぐのブログにて度々食べ物と一緒に写る写真が投稿しているほか、番組内で食事をする機会があれば声色を変えて悦び、恍惚の表情を見せるのが常であり、BSN随一の食いしん坊キャラを確立している。これを高橋やリスナーからいじられることが多く、自身を自虐的に小デブと称している。

## 過去の出演番組
- BSN水曜見ナイト
- BSN NEWS ゆうなび
- BSN NEWS（不定期）
- 高橋なんぐの金曜天国
- 新潟日報ニュース（不定期）